# Óscar Benavides
Óscar Raymundo Benavides Larrea (født 15. marts 1876, død 2. juli 1945) var Perus præsident i 1914-15 og 1933-39.
I 1914 styrtede han Guillermo Billinghurst ved et militærkup. Han overgav embedet til José Pardo y Barreda efter et nyt præsidentvalg. Han blev præsident for anden gang i 1933 efter at Luis Miguel Sánchez Cerro var blevet myrdet.
Benavides var militærofficer af karriere. Han blev feltmarskal i 1939.